# S-1 (航空機・ポーランド)
Swift S-1 "Swift"
曲技飛行を披露するS-1 Swift(2009年9月)
- 用途：グライダー
- 分類：単座曲技機
- 設計者：エドヴァルド・マルガンスキ(Edward Margański)（英語版）
- 製造者：Swift Ltd./マルガンスキ＆ミスロウスキ(Margański & Mysłowski)
- 運用者：イェジー・マクラ(Jerzy Makula)他
- 初飛行：

  - 1991年1月11日(実証機)
  - 1991年8月6日(量産原型機)
- 生産数：36+2機
- 生産開始：1991年
- 運用状況：運用中
- 原型機：SZD-21-2B Kobuz3（英語版）
- 派生型：MDM-1 Fox

Swift S-1 "Swift"は、1991年に初飛行した単座曲技飛行用グライダーである。Swift社(ポーランド、スイス、イギリスによる有限会社)によって販売され、設計および製造はZakłady Remontów i Produkcji Sprzętu Lotniczego(後のMargański & Mysłowski (en) )で行われた。

## 開発運用史
S-1は、1950年代後半から1960年代にかけてポーランドで開発された木製曲技飛行用グライダーSZD-21-2Bの後継機として開発された。
SZD-21-2Bは長らく航空ショーで細々と曲技飛行するだけの機体だったが、1980年代に入り、イェジー・マクラ(Jerzy Makula)を中心としたポーランドのパイロットたちに曲技飛行競技における競争力を見いだされると、競技会で好成績を納めるようになった。実際に1985年、1987年、1989年のグライダー曲技飛行世界選手権ではSZD-21-2Bに搭乗したイェジー・マクラの世界選手権3連覇を始め、ポーランドに入賞者をもたらした。一方で、1980年代半ばになると、SZD-21の物理的な老朽化が懸念されるようになった。
1986年にSzybowcowy Zakład Doświadczalny(SZD)から独立した航空技術者のエドヴァルド・マルガンスキ(Edward Margański)は、1987年の世界選手権の期間に曲技飛行競技パイロットたちとの間でSZD-21の老朽化に備えた後継機の必要性を話し合っていた。SZD-21は曲技飛行用グライダーとしての開発に6年間の歳月と多くの費用が費やされ、加えてテストパイロットの犠牲も経験していた。その成果は、曲技飛行競技機としての性能として結実しており、後継機の議論への参加者たちはSZD-21の飛行特性が曲技飛行競技用グライダーとして最適であり、SZD-21の開発成果をできる限り多く後継機にも使用するべきということに同意していた。ただし、この時点では、後継機構想は構想にすぎず、実行に移されることはなかった。
しかし、1989年にドイツのホッケンハイムで開催された第3回グライダー曲技飛行世界選手権において、競技中にSZD-21の主翼が脱落し、墜落、ポーランド人パイロットKrzysztof Wyskielが犠牲となった。この事故をきっかけにSZD-21は飛行制限を受け、曲技競技の舞台から去ることとなった。これは、当時のグライダー曲技飛行競技でトップ争いをしていたポーランドから曲技競技用グライダーが消滅したことを意味した。これを契機に、当時の世界選手権者であったポーランド人パイロットのイェジー・マクラ、航空機設計者のエドヴァルド・マルガンスキ、同じく航空機設計者のJerzy Cisowskiが、現代的なSZD-21後継機の開発に乗り出した。
新型機のスポンサーは当初ポーランド国内の団体になる予定だったが、頓挫した。開発者たちはスポンサー向けのモックアップを製作し、1990年6月にイェジー・マクラがスイスのスポンサーを獲得したことで資金調達に成功した。当初、開発者は新型機を"Akrobat"と名付けていたが、英語圏への販売を考慮し、現在知られている"Swift"へと名称変更した。新型機を世界に向けて販売するために機体名と同じ名称を持つSwift社が設立された。
開発者たちは1991年の世界選手権大会に新型機S-1で参戦し、優勝するという野心的な計画を立て、スポンサーと協定を結んでいた。幸いにして、パイロットには世界選手権者であるイェジー・マクラを始め、上位争いできる競争力のあるパイロットたちがいた。一方で、目標とした大会は資金調達の契約から14か月後に開催されるため、開発者たちは短期間で機体開発・製造を実現する必要があった。そのためS-1の開発では、開発リスクの高い革新的な機構を排除し、SZD-21の機体コンセプトを引き継ぐとともに、使用可能な部品は既存のグライダーと共通化された。また製造時間を短縮する目的で、当時の新技術だったレーザー金属加工技術が取り入れられた。
S-1の開発では、SZD-21の開発成果を活用されたが、変更も加えられた。その一つは主翼の短縮だった。最初に製造されたS-1の実証機には、左右両翼の翼根部を約70cm切断する改造が施されたSZD-21の主翼が使用された。翼幅を短縮したことで慣性モーメントを低減し、機動性の向上を狙うとともに、SZD-21の事故原因となった翼胴結合部の主翼側の取り付け部を除去することで安全性を向上させる狙いがあった。短期間で機体を完成させるために、翼根部を切断されたSZD-21の主翼は、短縮された左右の翼を単純に連結し、分割のないワンピースの主翼としてS-1実証機に取り付けられた。この他、製造期間短縮のため、機体構造、操縦系統、標準部品、キャノピーをSZD製グライダーのヤンターシリーズから流用された。S-1実証機(登録記号SP-P600)は1991年1月11日に初飛行し、当初から期待どおりの高い性能を示した。
全FRP製の量産原型機を製造するにあたって、主翼の分割について検討が行われた。当初は、主翼結合部を胴体中心から離し、強度面で有利になるように3分割とすることが考えられていた。しかし、重量面でのメリットが小さく、輸送や組立が煩雑になることが判明したことで見送られ、フォーク-タング接合方式の2分割の組み立て式主翼となった。
全FRP製の量産原型機(登録記号SP-P601)は、目標としていた世界選手権が迫った1991年8月6日に初飛行に成功した。しかしこの時点でS-1は型式証明を取得できていなかった。ポーランドの航空当局は、ほとんど自作機のようなS-1をどのように扱うべきか判断できていなかったが、設計者のマルガンスキは自主的に当時の欧州合同航空当局(JAA)の規定(JAR-22)に則り、通常のグライダーの型式証明取得に必要な全ての試験を実施していた。この実績によって、ポーランドの航空当局はS-1に曲技飛行を許可し、量産曲技飛行用グライダーとしての認証を進めることとなった。尤も、当時は曲技飛行競技中の荷重についての知見が不足していたため、S-1は大会前に型式証明を取得することはできなかったが、その一方で型式証明のための試験飛行の一環として世界選手権に出場することが許された。
開発者たちは、資金調達の契約から14か月で2機のS-1を世界選手権に送り込むことに成功した。1991年8月末にポーランドのジェロナ・グラで開催された第4回グライダー曲技飛行世界選手権では、ポーランド、ハンガリー、スイスのパイロットがS-1で競技に挑み、他の機種を抑えて1位～4位を独占し、加えて7位、9位、14位、27位の成績を納めた。大会の時点でS-1は型式証明を取得できていなかったにもかかわらず、世界選手権期間中に受注獲得に成功した。
S-1の試験飛行では、実証機/量産原型機にセンサーを取り付け、実際に曲技飛行を行って曲技課目中のデータ計測を行い、計測されたデータが型式証明に用いられた。これは世界選手権の競技中にも実施されていた。また、フラッター試験では超過禁止速度である287km/hを超える320km/hまで試験が実施された。S-1は曲技機であることからフラッター試験は背面飛行状態でも実施された。S-1の開発ではこのような試験飛行が数十回行われた。S-1の曲技飛行による試験飛行データは、S-1の型式証明に使用されただけでなく、JAR-22の曲技飛行グライダーの認証規定策定にも使用された。
1992年8月12日、S-1はポーランドの航空当局から型式証明を取得した。それから1年後の1993年にオランダのフェンローで行われた第5回グライダー曲技飛行世界選手権では大多数の競技者がS-1で参加した。この状況は、後年になっても継続し、近年の世界選手権アンリミテッド部門でもS-1は次のような戦績を残している。
- 2009年: 1位、 2位、 3位[9]
- 2011年: 2位、 3位 (1位はMDM-1 Fox)[10]
- 2012年: 1位、 2位、 3位[11]

2012年大会では世界選手権アンリミテッド部門の27人の決勝出場者の内、22人がS-1に搭乗し、残る5人はMDM-1 Fox/Solo FoxおよびSZD-59 Acroを使用した。
S-1は実証機、量産原型機を含めて計38機が製造されたが、MDM-1 Foxが開発されると、MDM-1 Foxの製造にリソースを集中するため、1995年に製造が中止された。その後、1990年代末までにS-1の製造に使用する型が破棄された。
2010年代にはS-1の耐用飛行時間が残り少なくなっていることが懸念され、出場部門の制限などが話し合われているが、実現していない。また耐用飛行時間の延長には検証作業が必要になるものの、そのための費用が問題となっている。一方で、新規にS-1を製造するためには再度、費用を投じて型から作り直す必要があり、後継機開発の場合でもS-1開発時よりも要件が増えた型式認証のための検証作業も必要になると考えられている。

## 機体
S-1は全ガラス-エポキシ複合材製の単座中翼曲技飛行用グライダーである。前身となったSZD-21が全木製グライダーであったこととは対照的である。また、S-1は金属部品の約40%をSZD製グライダーのヤンターと共用している。
主翼は上反角のないテーパー翼であり、I字形単桁構造をサンドイッチ構造の外皮で覆うことで、主翼前縁から40%翼弦長までの区間を捩りに対抗するためのBox構造としている。左右2分割の主翼は、フォーク-タング接合方式が採用されており、迅速な組み立てのために胴体からわずかに飛び出した主翼の翼胴フィレット内で主翼桁同士の結合が行われ、同時に胴体とも結合される構造となっている。主翼構造はSZD-51の主翼構造を参考にしたものである。エルロンは、翼弦長が一定の形状をしたプッシュプルロッドで駆動されるマスバランス付きフリーズエルロンであり、舵角が+22°～-17°の差動エルロンとなっている。主翼上面にはシェンプ・ヒルト式エアブレーキを搭載している。
なお、半数近いS-1は右主翼がわずかにねじれている。これは製造に使用された成形型による。当初、S-1の主翼の成形型は時間的な制約からSZD-21の主翼から直接型取りして製作された。しかし、型取りに使用した右主翼がわずかにねじれていたため、S-1の主翼はわずかに非対称に出来てしまっていた。その結果、S-1は左側へロールしやすい傾向にあり、この悪癖を軽減するためにエルロンにトリムタブが取り付けられた。量産17機目の製造後に型の修正が行われたことで、量産18機目以降では主翼のねじれは改善され、左右への操作性が幾分か対称になった。
胴体は、ガラス-エポキシ複合材製セミモノコック構造で、胴体前方のコクピット部はストリンガーにより強化され、後部胴体はサンドイッチ構造のフレームで補強されている。胴体中心部には主翼からの荷重を負担し、降着装置を支持する胴体フレームがある。垂直安定板は胴体と一体化しており、無線アンテナが内蔵されている。曳航用フックとして、機首に飛行機曳航用フックを備え、オプションとして重心付近にウィンチ曳航用フックを装備できる。キャノピーは前端にヒンジを持ち、後方から持ち上がるように開く。開いている状態のキャノピーはガスダンパーで支持される。
計器類として、傾斜計、高度計、対気速度計、昇降計、方位磁針がキャノピーに固定された上部計器盤に取り付けられており、加速度計、トランシーバーが操縦桿の直前の下部計器盤備わっている。この他、上部計器盤には曲技課目を示すシーケンスカード用に掲示板が備わっている。下部計器盤には必須装備として失速警報器が取り付けられている。
尾翼は通常の配置で、サンドイッチ構造による複合材製モノコック構造である。操縦舵面は、マスバランスとホーンバランスにより重量的にも空力的にもバランスを取っている。方向舵、昇降舵ともに操縦索で操作する。操縦舵面の舵角は、方向舵が±30°、昇降舵が±25°となっている。
降着装置は、1輪式の主車輪と尾輪のタンデム配置であり、主車輪はTOST製ブレーキ付き手動引込式、尾輪は固定式となっている。

## 飛行特性
S-1には曲技飛行において重要となる高いロール機動性、高い速度、良好な飛行姿勢の認識性、高いGへの耐性と安全装備が備わっている。
ロール機動性について、S-1はグライダーとしては極めて高い毎秒90°のロールレート(横転率)を達成している。S-1のロール方向への俊敏性は、主翼アスペクト比、テーパー比の設定と、比較的短い翼幅のほぼ2/3にもなるエルロンによって実現される。
速度については主翼翼型に依るところが大きい。1940年代に開発された古い翼型にもかかわらず、S-1は平坦なポーラーカーブを持つことで姿勢変化に対して抵抗変化が小さく、高い速度を維持できる。一方でS-1の主な欠点は背面飛行において揚抗比が悪いことで、背面飛行状態の曲技課目では高度損失が大きくなってしまうことである。
S-1は飛行姿勢を把握しやすいように配慮されており、上反角のない主翼がパイロットの視点の直下に位置することで、パイロットが飛行中に横を見ると主翼を目安にグライダーの飛行姿勢を正確に知ることができる。
S-1はグライダーとしては非常に高いGを実現でき、競技者が競技飛行中に際立って鋭い機動を可能にする。その要因は、曲技飛行中の高負荷に耐えうる極めて高い制限荷重倍数(10G)と、パイロットが意識を失いにくいよう寝そべったパイロット姿勢によって実現されている。同時に、パイロットが意図しない制限荷重の超過を防ぐため、S-1には必須装備として加速度計が装備されており、これにより、パイロットは機体が受ける荷重を知ることができる。
なお、S-1は昼間有視界飛行のみが許容されており、夜間飛行、着氷環境下での飛行は禁止されている。

## 展示
S-1実証機(登録記号SP-P600)がポーランド航空博物館(Muzeum Lotnictwa Polskiego w Krakowie)に展示されている。

## ギャラリー
Swift S-1
- イングランド・オールド・ワーデン（英語版）で曲技飛行を披露するSwift S-1
- ロシアの滑空スポーツ90周年記念で披露されたSwift S-1によるGeorgij Kaminskiの曲技飛行
- ケンブル バトル・オブ・ブリテン ウィークエンド2009で曲技飛行を披露するThe Swift Aerobatic Display Team。パイパー PA-25（英語版）に曳航されながらロールするSwift S-1
- ポーランド航空博物館に展示されている単座曲技飛行用グライダーS-1実証機(登録記号SP-P600)

## 性能・諸元
出典: Instrukcja Użytkowania w Locie SWIFT S-1 (FLIGHT MANUAL)、TCDS EASA.A.038 - Swift S-1
諸元
- 乗員: 1
- 全長: 6.91 m （22 ft 8.0 in）
- 全高: 1.74 m （5 ft 8.5 in）
- 翼幅: 12.68 m（41 ft 7.2 in）
- 翼面積: 11.73 m2 （126.3 sq ft）
- 翼型: NACA 641412
- 最大離陸重量: 410 kg （900 lb）
- 主翼上反角: 0
- アスペクト比: 13.7
- 主翼翼根翼弦長: 1.308 m (4 ft 3.5 in)
- 空力平均翼弦長: 0.984 m (3 ft 2.7 in)
- 水平尾翼翼型: NACA 631012～NACA 63006
- 垂直尾翼翼型: NACA 632015～NACA 631012

性能
- 超過禁止速度: 287 km/h （178 mph; 155 kn）
- 失速速度: 78 km/h （48 mph; 42 kn）
- 設計運動速度: 236 km/h (147 mph); 127 kn
- 制限荷重倍数: +10.0/-7.5
- 最小沈下率: 0.97 m/s (190.9 ft/min) (@380 kg (840 lb)、85.7 km/h (53.3 mph; 46.3 kn)
- 最良揚抗比: 28.5 (@380 kg (840 lb)、126.3 km/h (78.5 mph; 68.2 kn)

### 類似機種
- Celair GA-1 Celstar（英語版）
- MDM-1 Fox
- PZL Bielsko SZD-59（英語版）